# 厄瓜多爾同性婚姻

虹色厄瓜多尔

南美洲
同性婚姻
承認其他形式的同性結合
不承認或現狀未知
禁止同性婚姻及其他形式的同性結合
同性性行為非法

自2019年7月8日起厄瓜多尔同性婚姻正式合法並開放註冊。
2008年厄瓜多爾憲法容許民事結合並於2009年9月正式生效。第一宗民事結合於同年10月舉行。2019年6月12日，厄瓜多尔最高法院裁定支持同性婚姻，其判決書於7月8日公告讓同性婚姻正式生效並開放註冊。
厄瓜多爾憲法是禁止同性伴侶共同收養小孩的，即便該國已通過同性婚姻，但同婚伴侶還是不能共同收養小孩。